# Анналы и заметки святого Власия Брауншвейгского
Анналы и заметки святого Власия Брауншвейгского (лат. Annales et notae S. Blasii Brunsvicenses) — составленный на латинском языке при капитуле святого Власия в Брауншвейге корпус исторических заметок. Включает небольшие анналы, охватывающие период с 310 до 1314 годы, записи из памятной книги, охватывающие период с 1068 по 1344 годы, и так называемые «заметки святого Власия». Оригиналы рукописей утрачены. Анналы и заметки содержат сведения как по местной, брауншвейгской истории, так и по истории Священной Римской империи.

## Издания
- Annales et notae S. Blasii Brunsvicenses / ed. G. Waitz // MGH, SS. Bd. XXIV. Hannover, 1879, p. 823—827[1].

## Переводы на русский язык
- Анналы святого Власия в переводе И. Дьяконова на сайте Восточная литература
- Из памятной книги святого Власия в переводе И. Дьяконова на сайте Восточная литература
- Заметки святого Власия в переводе И. Дьяконова на сайте Восточная литература